# Kepa
Kepa (tudi Jepa, nemško Mittagskogel) je z 2.143 m nadmorske višine tretja najvišja gora v Karavankah in obenem najsevernejši slovenski dvatisočak. Njeno severno strmo spuščajoče se skalnato pobočje daje njen značilni piramidasti izgled. Glavni greben leži na avstrijsko – slovenski meji in poteka od severozahoda proti jugovzhodu. Na severozahodu greben omejuje sedlo Sedlič (1438 m), od koder se povzpne na vrh Jepca (1610 m), nadaljuje preko neizrazitega sedla (1587 m), kjer je nekoč stala planinska koča Annahütte, sedaj pa je tam mednarodni planinski mejni prehod, ter se v nadaljevanju navezuje na Koroško Malo Kepo (1815 m), nakar se prične vršni greben z značilno obliko štirih vrhov, ki se postopoma stopničasto nižajo proti jugovzhodu, kar je lepo razvidno na sliki. Najprej najvišji, osrednji vrh grebena Kepe (2143 m), ki je sploh najzahodnejši dvatisočak v Karavankah, nato pa Dovška Mala Kepa (2077 m), Gubno (2035 m) in Plevelnice - Visoki Kurjek (1979 m), pri čemer slednji predstavlja jugovzhodni zaključek grebena, saj se ta od tod spusti na sedlo Mlinca (1581 m), od koder se Karavanke nadaljujejo preko Dovške Babe (1891 m) na Golico (1835 m). Od osrednjega vrha Kepe se proti severovzhodu (v Avstrijo) odcepi stranski manj izrazit greben, ki se spušča proti planini Borovščici, kjer stoji edina planinska postojanka Bertahütte v tem delu gorstva.

## Izhodišča
- Rož (Koroška)
- Dovje (Kranjska Gora)

## Dostopi
- 2h: od koče nad Borovščico (Bertahütte) (1527 m)
- 5h: z Dovjega, čez Kurjeke (1666 m)
- 5h: z Dovjega, skozi Belco
- 5h: z Dovjega, skozi Mlinco